# Maria Selmaier
Maria Selmaier (ur. 12 grudnia 1991 roku) – niemiecka zapaśniczka walcząca w stylu wolnym. Olimpijka z Rio de Janeiro 2016, gdzie zajęła osiemnaste miejsce w kategorii 75 kg.
Ósma w mistrzostwach świata w 2010 i 2012. Wicemistrzyni Europy w 2020. Dziewiąta w indywidualnym Pucharze Świata w 2020. Piąta na igrzyskach europejskich w 2015. Wicemistrzyni Europy juniorów w 2010, a trzecia w 2011 roku.
Mistrzyni Niemiec w latach: 2013–2015, druga w 2010, 2017, 2018 i 2019, a trzecia w 2009 i 2011 roku.